# Бербези
Бербези (фр. Berbezit) насеље је и општина у централној Француској у региону Оверња, у департману Горња Лоара која припада префектури Бријуд.
По подацима из 2011. године у општини је живело 58 становника, а густина насељености је износила 5,58 становника/km². Општина се простире на површини од 10,39 km². Налази се на средњој надморској висини од 975 метара (максималној 1.163 m, а минималној 712 m).

## Демографија
| 1962. | 1968. | 1975. | 1982. | 1990. | 1999. | 2011. |
| ----- | ----- | ----- | ----- | ----- | ----- | ----- |
| 88    | 101   | 91    | 91    | 83    | 59    | 58    |

График промене броја становника у току последњих година